# Eduard Bacher

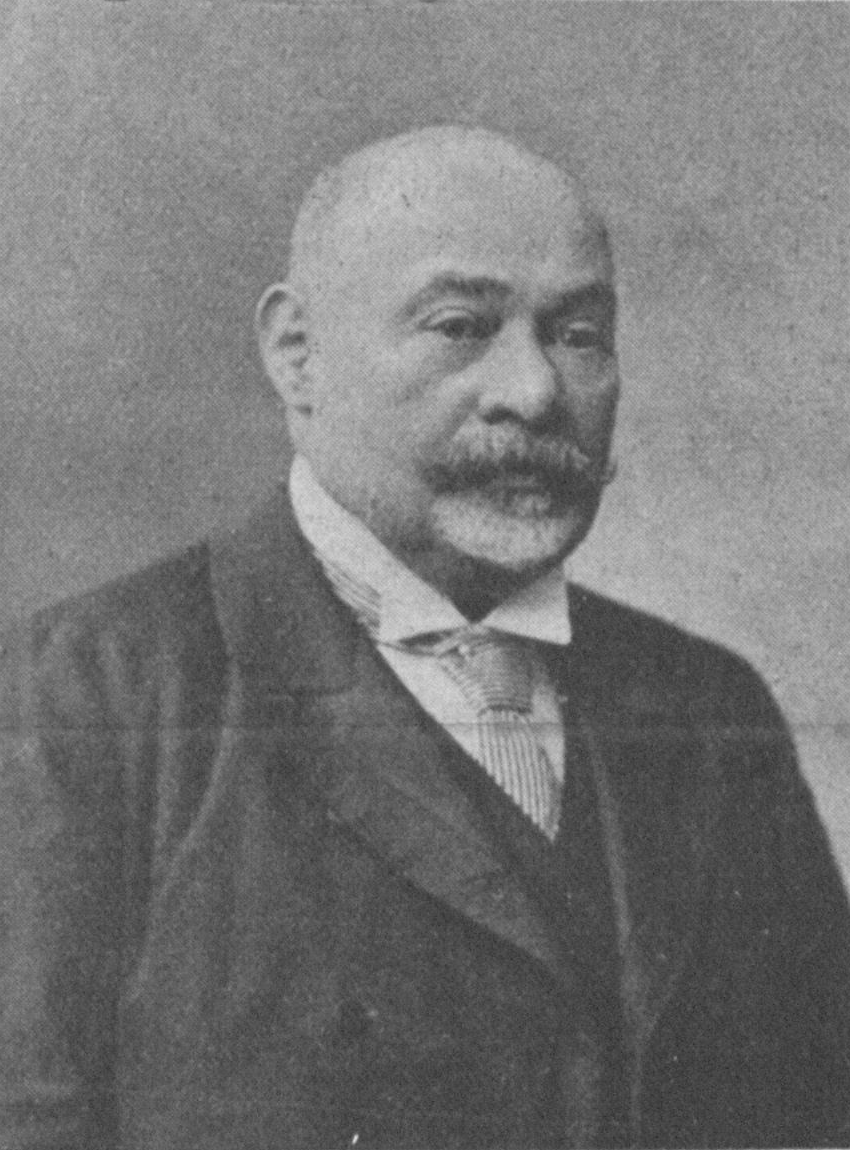
Dr. Eduard Bacher im Jahre 1904
(aus Österreichs Illustrierter Zeitung)

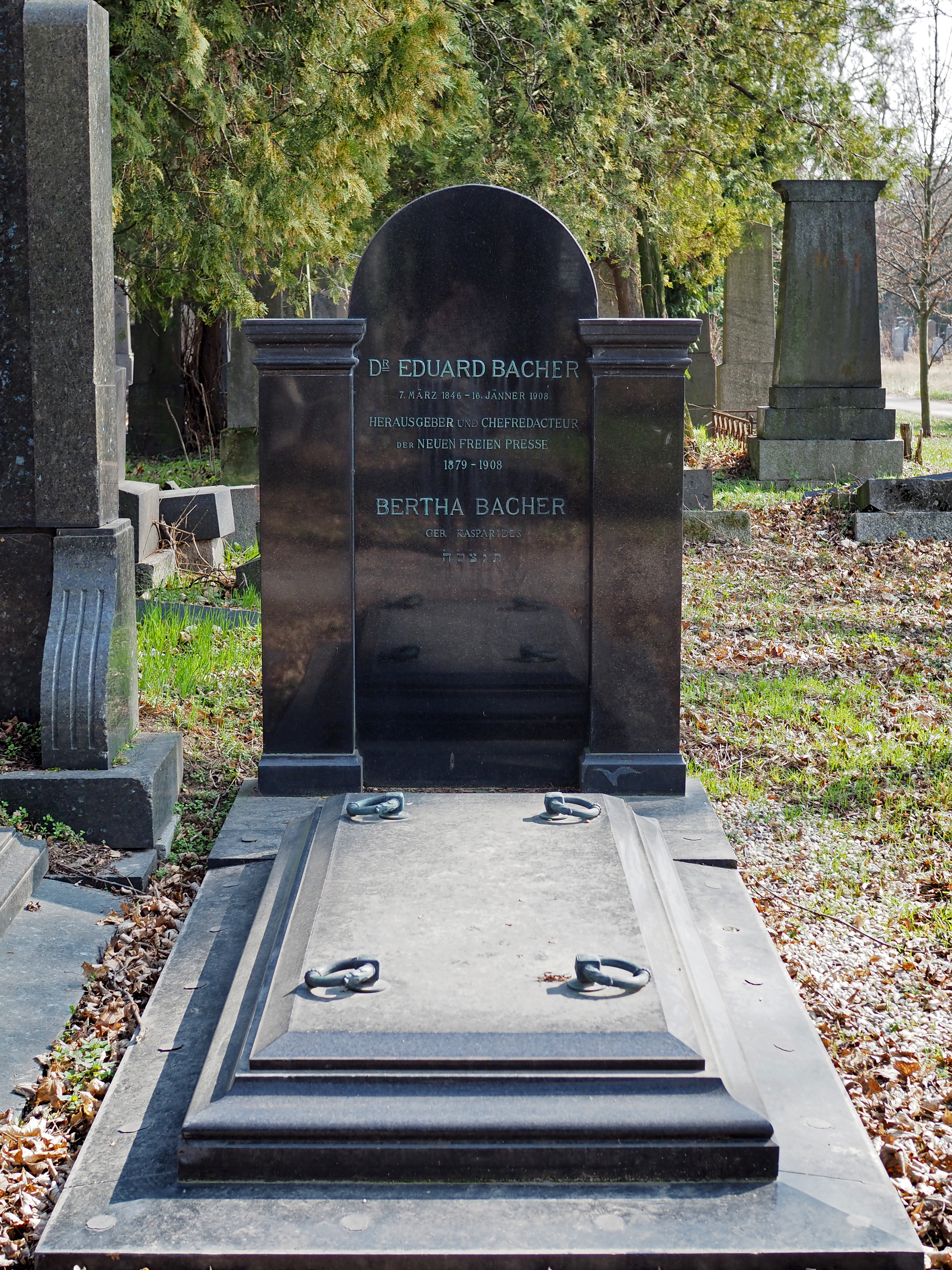
Grab von Eduard Bacher auf dem Wiener Zentralfriedhof

Eduard Bacher (geb. 8. März 1846 in Postelberg, Böhmen; gest. 16. Januar 1908 in Wien) war ein österreichischer Journalist.

## Leben
Bachers Eltern waren der jüdische Gemischtwarenhändler Marcus (Mordechai) Baher und dessen Frau Karoline, geb. Glaser. Eduard Bacher besuchte das Gymnasium in Komotau und studierte nach der Matura Rechtswissenschaft in Prag (wo er auch beim Corps Austria aktiv wurde, später aber wieder ausschied) und in Wien. Nach kurzer Tätigkeit als Advokat in Wien wurde er Stenograph im österreichischen Reichsrat und Parlamentsjournalist. 1872 wechselte er als angestellter Journalist zur Wiener Tageszeitung Neue Freie Presse, wo er 1879 Chefredakteur und wenig später auch Herausgeber und Miteigentümer wurde. Bacher war befreundet mit Theodor Herzl.
Eduard Bacher war seit 1877 mit Bertha Kasparides verheiratet. Die Ehe blieb kinderlos. Er ruht in der alten israelitischen Abteilung des Wiener Zentralfriedhofes.